# Марина ди Рагуза
Марина ди Рагуза је насеље у Италији у округу Рагуза, региону Сицилија.
Према процени из 2011. у насељу је живело 3468 становника. Насеље се налази на надморској висини од 23 м.